# Chaš
Chaš je masitá polévka snad středověkého arménského původu, známá pod různými jmény a v různých variantách na Blízkém Východě a v jihovýchodní Evropě. Připravuje se dlouhým vařením hovězích nebo skopových nožiček a případně dalších částí zvířete (v různých recepturách mohou být i hlava nebo mozek anebo žaludek zvířete), dokud se maso nerozvaří a neodpadne od kostí. Solí a ochucuje se až po dokončení, a sice podle chuti octem, citronovou šťávou nebo česnekem. V Arménii a v Ázerbájdžánu je s jedením chaše spojován tradiční rituál: jídlo hospodyně uvaří přes noc a brzy ráno se sejdou mužští hosté, kteří horký chaš po přípitku pálenkou spolu s pánem domu konzumují; jídlo naservíruje hospodyně, ta však odjede a výrazné syté jídlo pak pojídá čistě mužská společnost. Kromě pálenky a vody se chaš obvykle doplňuje dalšími jídly, zejména chlebovými plackami, zeleninou, bylinami a sýrem. Připravuje a konzumuje se obvykle v chladných obdobích roku.